# 小行星6474
小行星6474（6474 Choate）是一颗绕太阳运转的小行星，为主小行星带小行星。该小行星于1987年9月21日发现。

## 轨道参数
小行星6474的轨道半长轴为2.5651258 UA，离心率为0.298。